# Stała Wystawa Pomorskich Kolei Wąskotorowych w Gryficach

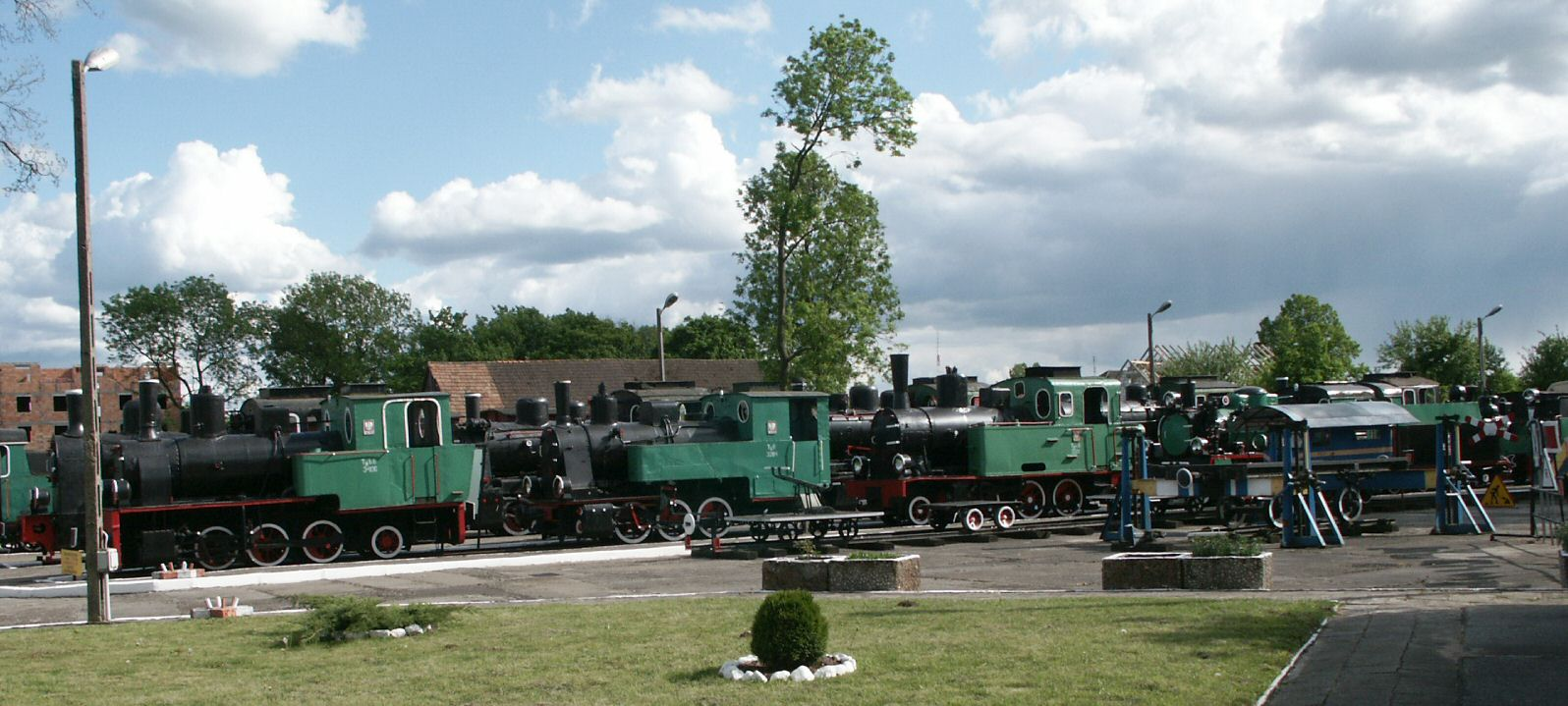
Skansen w Gryficach

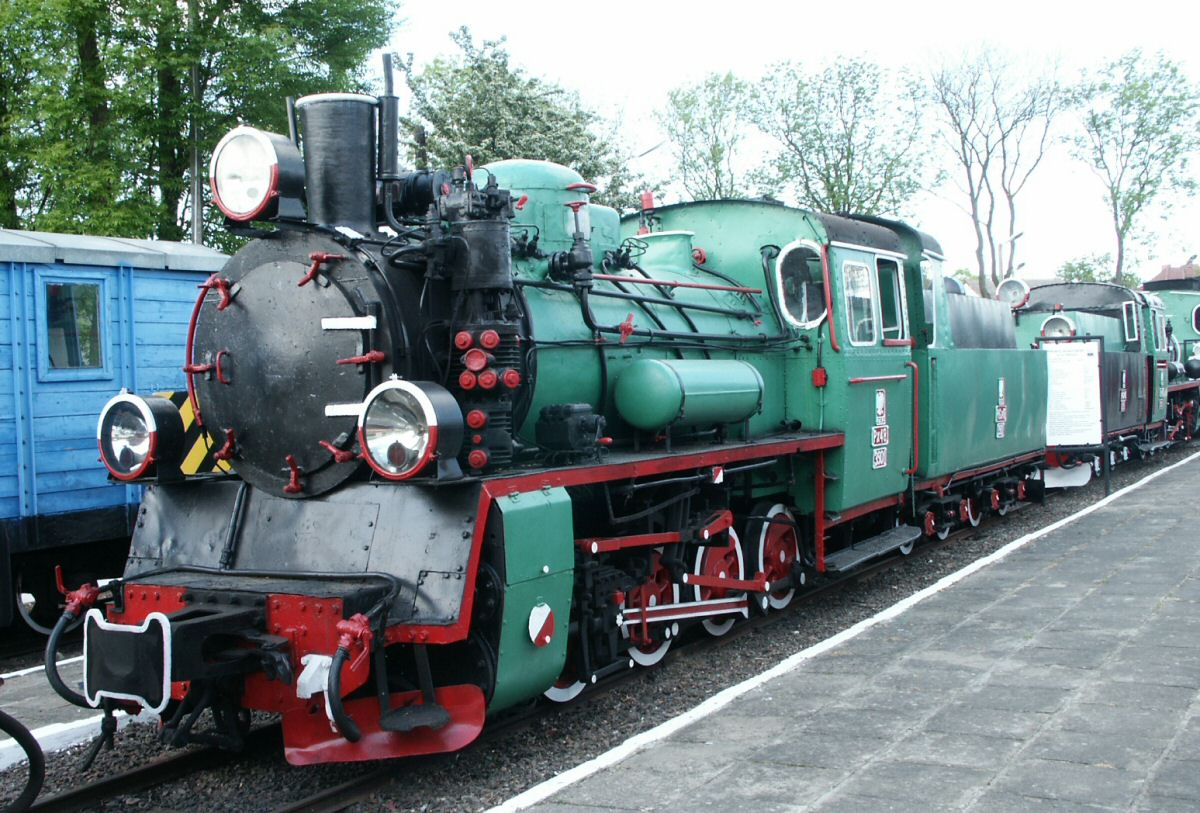
Polska lokomotywa wąskotorowa Px48-3901

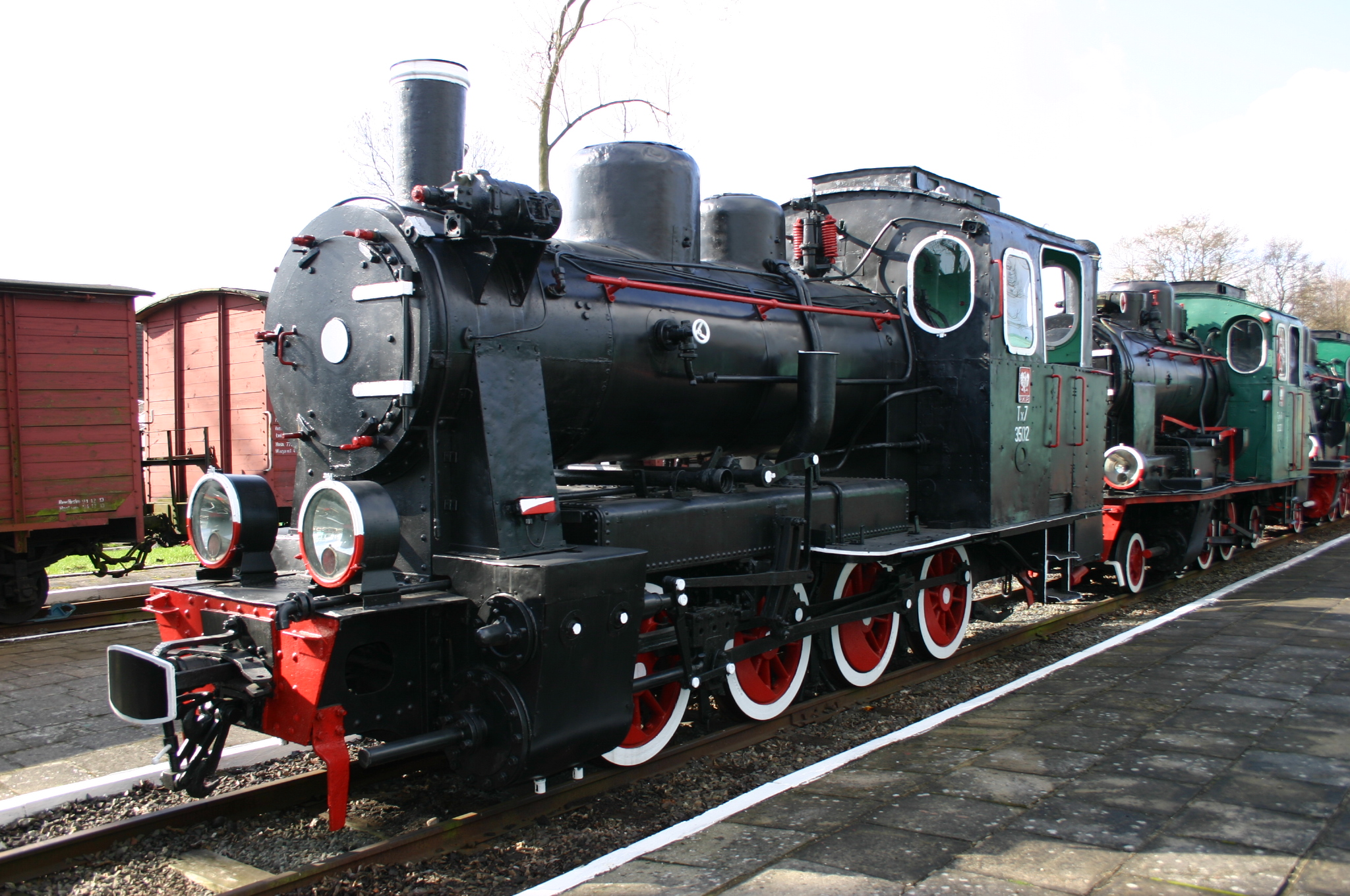
Tx7-3502

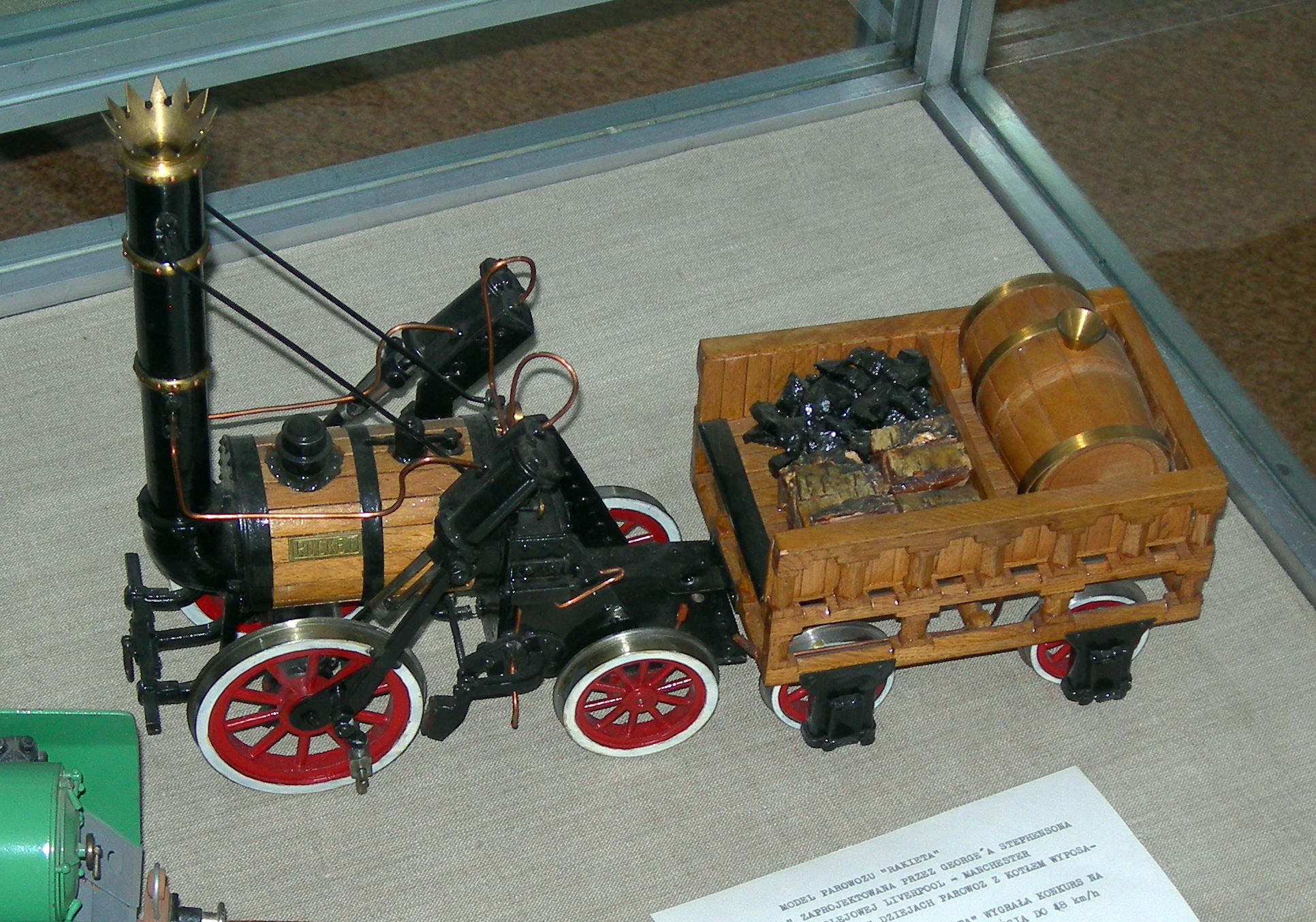
Model parowozu „Rakieta”

Wystawa Nadmorskiej Kolei Wąskotorowej w Gryficach – wystawa, która powstała w 1993 z dawnego muzeum i skansenu kolei wąskotorowych Pomorza Zachodniego, funkcjonującego od 1973. Zlokalizowana jest przy ul. Błonie 2 i obejmuje 5,5 tys. m² powierzchni.

## Historia
Skansen Parowozów w Gryficach został formalnie utworzony w 1973 roku, grupując wycofywane z eksploatacji parowozy Pomorskich Kolei Dojazdowych. Pierwotnie tabor składowany był na torze wzdłuż lokomotywowni. Od 1978 roku skansen stał się oddziałem Muzeum Kolejnictwa w Warszawie (będącego wówczas w strukturach Ministerstwa Transportu), jako Stała Wystawa Taboru Kolejowego w Gryficach. W 1993 roku eksponaty przeniesiono na nowe miejsce ekspozycji, na układzie równoległych torów na obszarze 5,5 ha. Wystawie taboru towarzyszyły sale wystawowe z modelami kolejowymi i eksponatami związanymi z kolejnictwem.
W 2009 roku Muzeum Kolejnictwa w Warszawie zostało przekazane Województwu Mazowieckiemu, które podjęło decyzję o likwidacji placówek poza województwem, w tym skansenu w Gryficach, w związku z czym rozpoczęto wywożenie eksponatów, w tym dwóch parowozów i kolekcji modeli. 31 maja 2010 roku jednak zawarto porozumienie, na skutek którego od 1 lipca tego roku skansen został przejęty przez Wójewództwo Zachodniopomorskie i włączony w struktury Muzeum Narodowego w Szczecinie.

## Eksponaty
W pawilonie muzeum znajdowała się wystawa modeli kolejowych i fotografii niemieckich (do 1945) oraz polskich obrazujących historię kolei wąskotorowej i normalnotorowej na Pomorzu Zachodnim. Do 2008 zbiory skansenu obejmowały 14 parowozów wąskotorowych o szerokości toru 1000 mm, a także kilka innych pojazdów trakcyjnych i wagonów, między innymi:
- parowozy: Px48-3912, Tx7-3501 i Tx7-3502, Tyn6-3632 i Tyn6-3636, Txn8-3811, Ty9785, Tya6-3326[d];
- lokomotywę Lxd2-462;
- wagony: MBxd1, MBxd2-311, Bxhpi, Bhi oraz towarowe i „retro”[6];
- transportery dla pojazdów normalnotorowych, pługi odśnieżne, drezyny i inne[7].

Do cennych zabytków Gryfickiego Skansenu należą parowozy typu Tyn6 wyprodukowanych w zakładach metalurgicznych AG Vulcan Stettin. Dalsze pochodzą z zakładów KraussMaffei (München) oraz fabryki Orenstein/Koppel (Berlin). Wszystkie zostały wyprodukowane w latach 1909–1928. Wystawę wzbogacają polskie lokomotywy, wyprodukowane w latach 50. XX w. w Pierwszej Fabryce Lokomotyw w Chrzanowie.
Lokomotywy w skansenie (stan na rok 2008)
| Typ       | Pochodzenie                      | Producent                                                  | Rok produkcji | Stan   |
| --------- | -------------------------------- | ---------------------------------------------------------- | ------------- | ------ |
| Tx7-3501  | Saatziger Kleinbahnen 51J        | AG Vulcan Stettin                                          | 1914          |        |
| Tx7-3502  | Saatziger Kleinbahnen 52Jh       | AG Vulcan Stettin                                          | 1927          |        |
| Txn8-3811 | Kolberger Kleinbahn 40d          | AG Vulcan Stettin                                          | 1925          |        |
| Ty6-3284  | Schmiegeler Kreisbahn 4"         | KraussMaffei                                               | 1944          |        |
| Tya6-3326 | Lycker Kleinbahnen 5'            | Arnold Jung Lokomotivfabrik                                | 1919          | [ b ]  |
| Tyb6-3406 | Warszawska Kolej Dojazdowa 70    | KraussMaffei                                               | 1920          | [ b ]  |
| Tyb6-3407 | Schrodaer Kleinbahn 8            | Krauss                                                     | 1909          |        |
| Tyn6-3632 | Greifenberger Kleinbahn 22c      | AG Vulcan Stettin                                          | 1928          |        |
| Tyn6-3636 | Kreisbahn auf Alsen 42           | AG Vulcan Stettin                                          | 1927          |        |
| Ty 9785   | Cukrownia Gryfice                | Orenstein & Koppel                                         | 1921          |        |
| Px48-3901 | Polskie Koleje Państwowe         | Fablok                                                     | 1951          |        |
| Px48-3912 | Polskie Koleje Państwowe         | Fablok                                                     | 1954          |        |
| Px48-3915 | Polskie Koleje Państwowe         | Fablok                                                     | 1952          |        |
| Px48-3916 | Polskie Koleje Państwowe         | Fablok                                                     | 1950          | Czynny |
| MBxd1-348 | Greifenberger Kleinbahn T93      | Lilpop, Rau i Loewenstein                                  | 1937          |        |
| MBxd1-355 | Warszawska Kolej Dojazdowa 102 M | Lilpop, Rau i Loewenstein, Warsztaty Kolejowe w Piasecznie | 1952/53       |        |
| MBxd1-358 | Polskie Koleje Państwowe         | Lilpop, Rau i Loewenstein, Warsztaty Kolejowe w Piasecznie | 1962          |        |
| MBxd1-359 | Polskie Koleje Państwowe         | Lilpop, Rau i Loewenstein, Warsztaty Kolejowe w Piasecznie | 1962          |        |
| Lxd2-462  | Polskie Koleje Państwowe         | FAUR                                                       | 1978          |        |
| MBxd2-311 | Polskie Koleje Państwowe         | FAUR                                                       | 1986          |        |

Na terenie muzeum znajduje się czynna obrotnica dla parowozów.
Układ torowy ma łączność z torami Gryfickiej Kolei Wąskotorowej.